# Het Kalf (Knokke-Heist)
Het Kalf is een wijk bij Het Zoute in de Belgische kust gemeente Knokke-Heist. Het Kalf ontwikkelde zich langs de Graaf Jansdijk op de grens van duin- en poldergebied.
Het is het oudste gehucht van Knokke dat in de 17e eeuw is ontstaan. Van de hoeven die oorspronkelijk aanwezig waren, namelijk de Grote Keuvelhoeve en de Vaucelleshoeve, gaat de geschiedenis terug tot de 13e eeuw.
Oorspronkelijk heette de buurt Oosthoek, maar deze naam is overgegaan op het iets noordelijker gelegen Oosthoek. Dit had te maken met de aanleg van het Sint-Paulusfort. Daarna werd het gehucht genoemd naar zijn molen, de Kalfmolen, en de herberg Het Kalf.
In de 19e eeuw nam de bevolking toe, en de herberg werd van ongeveer 1800 tot 1871 als gemeentehuis gebruikt. In deze tijd bestond de badplaats Knokke immers nog niet en woonden de meeste inwoners van de gemeente Knokke in de omgeving van deze buurtschap. Ook kwam er in de eerste helft van de 19e eeuw een school.
Begin 20e eeuw werd er een steenbakkerij geopend. Deze werd echter gesloten in 1914, toen de Eerste Wereldoorlog uitbrak.
Tegenwoordig zijn de meeste oude duinboerderijtjes verdwenen en degene die nog behouden zijn werden tot vakantiewoningen te midden van de opgerukte villa's. De historische Kalfsmolen is behouden gebleven.